# Oasi urbana del Tevere
L’Oasi Urbana del Tevere è un'area naturale protetta istituita nel 1997, compresa nel Comune di Roma, nel quartiere Flaminio, presso il lungotevere delle Navi.
Occupa una superficie di 50 ha.
È stata istituita nel 1972 e dal 1989 è gestita dal WWF.